# Argentina en los Juegos Paralímpicos de Atenas 2004
La participación de Argentina en los Juegos Paralímpicos de Atenas 2004 fue la 12.ª actuación paralímpica de los deportistas argentinos, en la también 12.ª edición de los Juegos Paralímpicos. 
La delegación argentina se presentó en 12 deportes (atletismo, boccia, ciclismo de ruta, ciclismo de pista, equitación, esgrima en silla de ruedas, fútbol 5, fútbol 7, judo, natación, tenis de mesa y tenis en silla de ruedas), con 55 deportistas, entre quienes hubo 11 mujeres. La delegación de varones fue la más amplia hasta entonces, pero persistió la escasa representación femenina que había caracterizado a la delegación argentina desde Nueva York 1984, reduciéndose ante el juego anterior. Argentina compitió en 35 eventos masculinos y 17 eventos femeninos. 
El equipo paralímpico obtuvo 4 medallas (2 de plata y 2 de bronce) y Argentina ocupó la 62.ª posición en el medallero general, sobre 135 países participantes. Las medallas fueron obtenidas por la natación (2), fútbol 5 (1) y ciclismo de ruta (1). Los varones obtuvieron 3 medallas y las mujeres 1 medalla. 

## Medallero
| Medalla           | Nombre             | Deporte          | Evento                          |
| ----------------- | ------------------ | ---------------- | ------------------------------- |
| Medalla de plata  | Guillermo Marro    | Natación         | 100 m espalda S7 masculino      |
| Medalla de plata  | Equipo de fútbol 5 | Fútbol 5         | masculino                       |
| Medalla de bronce | Rodrigo López      | Ciclismo en ruta | Bicicleta contra reloj CP Div 3 |
| Medalla de bronce | Betiana Basualdo   | Natación         | 100 m espalda S7 femenino       |

## Dos medallas en natación
El equipo de natación obtuvo dos medallas, 1 de plata (100 m espalda masculino) y 1 de bronce (100 m espalda femenino). Guillermo Marro había ganado una medalla de bronce en Sídney 2000, mientras que Betiana Basualdo había ganado cuatro medallas (1 de oro) en Atlanta 1996.
| Natación Varones 100 m espalda S7 Participantes: 10 | Natación Varones 100 m espalda S7 Participantes: 10 | Natación Varones 100 m espalda S7 Participantes: 10 | Natación Varones 100 m espalda S7 Participantes: 10 | Natación Varones 100 m espalda S7 Participantes: 10 |
|                                                     | Atleta                                              | País                                                | Tiempo                                              |                                                     |
| --------------------------------------------------- | --------------------------------------------------- | --------------------------------------------------- | --------------------------------------------------- | --------------------------------------------------- |
| 1                                                   | Lindsay, Andrew                                     | Reino Unido                                         | 1:16.67                                             |                                                     |
| 2                                                   | Guillermo Marro                                     | Argentina                                           | 1:16.98                                             |                                                     |
| 3                                                   | Eric Lindmann                                       | Francia                                             | 1:17.97                                             |                                                     |
| Fuente: IPC.                                        |                                                     |                                                     |                                                     |                                                     |

| Natación Mujeres 100 m espalda S2 Participantes: 14 | Natación Mujeres 100 m espalda S2 Participantes: 14 | Natación Mujeres 100 m espalda S2 Participantes: 14 | Natación Mujeres 100 m espalda S2 Participantes: 14 | Natación Mujeres 100 m espalda S2 Participantes: 14 |
|                                                     | Atleta                                              | País                                                | Tiempo                                              |                                                     |
| --------------------------------------------------- | --------------------------------------------------- | --------------------------------------------------- | --------------------------------------------------- | --------------------------------------------------- |
| 1                                                   | Sara Carracelas                                     | España                                              | 2:49.38                                             |                                                     |
| 2                                                   | Danielle Watts                                      | Reino Unido                                         | 3:12.70                                             |                                                     |
| 3                                                   | Betiana Basualdo                                    | Argentina                                           | 3:17.93                                             |                                                     |
| Fuente: IPC.                                        |                                                     |                                                     |                                                     |                                                     |

## Medalla de plata en fútbol 5
Los Juegos Paralímpicos de Atenas 2004 incorporaron a la grilla de deportes el fútbol 5 para personas con impedimentos visuales. Argentina inscribió la selección masculina llamada Los Murciélagos, que había salido campeona mundial el año anterior, formada por Gonzalo Abbas Hachaché, Julio Ramírez, Lucas Rodríguez, Carlos Iván Figueroa, Diego Cerega, Silvio Velo (c), Eduardo Díaz, Antonio Mendoza, Oscar Moreno y Darío Lencina.
Clasificaron seis países: Argentina, Brasil, Corea del Sur, España, Francia y Grecia. Se jugó una ronda preliminar todos contra todos, que estableció el orden para jugar por la medalla de oro, la de bronce y el quinto lugar. Argentina le ganó a España 2-1, a Grecia 2-1, a Francia 3-0, a Grecia 3-0 y perdió con Brasil 0-2.
Con esos resultados, Brasil y Argentina jugaron el partido por la medalla de oro. En la final ninguno de los equipos pudo marcar goles, debiendo ir a un tiempo suplementario de 20 minutos, en el que tampoco marcaron goles. La medalla debió definirse así por medio de un desempate realizado con penales, en la que prevaleció finalmente Brasil.
| Fútbol 5 Varones | Fútbol 5 Varones | Fútbol 5 Varones | Fútbol 5 Varones | Fútbol 5 Varones |
|                  | País             |                  |                  |                  |
| ---------------- | ---------------- | ---------------- | ---------------- | ---------------- |
| 1                | Brasil           |                  |                  |                  |
| 2                | Argentina        |                  |                  |                  |
| 3                | España           |                  |                  |                  |
| Fuente: IPC.     |                  |                  |                  |                  |

## Medalla de bronce en ciclismo en ruta
En 2004 el ciclismo integró la delegación argentina por medio de Rodrigo López, un joven de 25 años que el año anterior había obtenido la medalla de bronce en el campeonato mundial de ciclismo llevado a cabo en República Checa. En Atenas, López se adjudicó la medalla de bronce en la prueba contrarreloj de la disciplina de ciclismo de ruta, con un tiempo de 1h19m54s. En los años siguientes López se consagrará varias veces campeón del mundo y volverá a obtener una medalla de bronce en Londres 2012.
| Ciclismo Varones Ciclismo en ruta contrarreloj Participantes: 9 | Ciclismo Varones Ciclismo en ruta contrarreloj Participantes: 9 | Ciclismo Varones Ciclismo en ruta contrarreloj Participantes: 9 | Ciclismo Varones Ciclismo en ruta contrarreloj Participantes: 9 | Ciclismo Varones Ciclismo en ruta contrarreloj Participantes: 9 |
|                                                                 | Deportista                                                      | País                                                            | Tiempo                                                          |                                                                 |
| --------------------------------------------------------------- | --------------------------------------------------------------- | --------------------------------------------------------------- | --------------------------------------------------------------- | --------------------------------------------------------------- |
| 1                                                               | Javier Otxoa                                                    | España                                                          | 1h17m59s                                                        |                                                                 |
| 2                                                               | Darren Kenny                                                    | Francia                                                         | 1h18m04s                                                        |                                                                 |
| 3                                                               | Rodrigo López                                                   | Argentina                                                       | 1h19m54s                                                        |                                                                 |
| Fuente: IPC.                                                    |                                                                 |                                                                 |                                                                 |                                                                 |

## Deportistas
La delegación deportiva argentina estuvo integrada por: 
- Varones (44): Gonzalo Abbas Hachache, Pablo Astoreca, Sebastián Baldassarri, Horacio Bascioni, Claudio Bastias, Diego Canals, Carlos Cardinal, Fernando Carlomagno, Diego Cerega, Claudio Conte, Pablo Cortez, Eduardo Díaz, Oscar Díaz, Sergio Arturo Díaz, Carlos Iván Figueroa, Patricio Guglialmelli, José Daniel Haylan, Mauricio Ibarburen, Ezequiel Jaime, Darío Lencina, Emiliano López, Rodrigo López, Alejandro Maldonado, Ernesto Margni, Guillermo Marro, Carlos Maslup, Antonio Mendoza, Mateo Micic, Oscar Moreno, Claudio Morinigo, Gustavo Nahuelquin, Matías Núñez, Diego Pastore, Damián Pereyra, Marcelo Ariel Quassi, Fabián Ramírez, Julio Ramírez, Sebastián Facundo Ramírez, Lucas Rodríguez, Claudio Scalise, Javier Sosa, Mario Sosa, Gastón Torres y Silvio Velo.[1]

- Mujeres (11): Mariela Elizabeth Almada, Betiana Basualdo, Valeria Fantasia, Vanina Ledesma, Susana Masciotra, Anabel Moro, Giselle Muñoz, Perla Amanda Muñoz, Alejandra Perezlindo, María F. Rosales y Gabriela Villano.[1]